# Dick Krzywicki
Dick Krzywicki (ur. 2 lutego 1947 w Penley Flintshire we Walii jako Ryszard Lech Krzywicki) – były walijski piłkarz polskiego pochodzenia występujący na pomocnika. Grał w West Bromwich Albion F.C. Huddersfield Town F.C. Scunthorpe United F.C., Northampton Town F.C. i Lincoln City F.C.